# Tren de la Costa

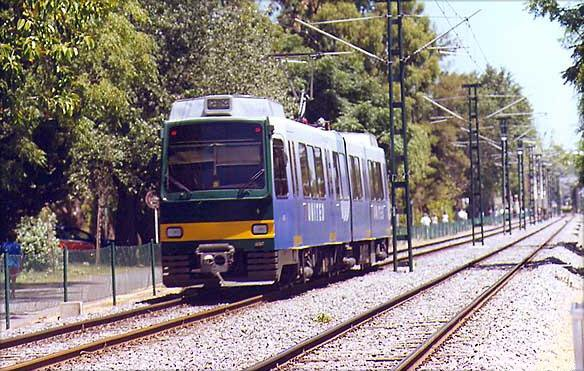
Une rame du Tren de la Costa

Le Tren de la Costa, situé dans la province argentine de Buenos Aires, est un train touristique inauguré en 1995 qui parcourt 15,5 kilomètres en traversant d'élégants quartiers résidentiels le long du Río de la Plata, entre les gares
- de Maipú, dans la localité d'Olivos (à Vicente López)
- et de Delta, à Tigre.

Dans son trajet de onze stations ou gares, le train traverse les partidos de Vicente López, San Isidro, San Fernando et Tigre.
Il possède l'infrastructure ferroviaire la plus moderne d'Argentine et plusieurs de ses gares ont été converties en « promenades d'achats », comprenant des locaux commerciaux, des cinémas, des restaurants et d'autres installations. Depuis le terminus, Delta, on accède facilement au Parque de la Costa qui, d'après ses propriétaires, serait le parc de divertissement le plus grand d'Amérique latine.
La ligne comporte en 2008 les gares de Maipú, Borges, Libertador, Anchorena, Barrancas (auparavant Las Barrancas), San Isidro R, Punta Chica, Marina Nueva, San Fernando, Canal (auparavant Canal San Fernando) et Delta.

## Caractéristiques
Il s'agit d'une ligne à écartement standard des rails (1 435 millimètres) et alimentation électrique par caténaire aérien.